# Stêphanô Chân Tín
Stephanô Chân Tín, tên thật là Nguyễn Tín (1920–2012) là một linh mục Công giáo thuộc Dòng Chúa Cứu Thế Việt Nam. Ông là chủ nhiệm nhiều tờ báo và là một trí thức chuyên tranh đấu chống bất công và cho nhân quyền.

## Tiểu sử
Nguyễn Tín sinh ngày 15 tháng 11 năm 1920 tại làng Vạn Xuân, phường Hương Xuân, thị xã Hương Trà, tỉnh Thừa Thiên Huế, thuộc giáo xứ Sơn Công, giáo hạt Hương Quảng Phong, tổng giáo phận Huế. Ông học các lớp tiểu học ở trường làng và trường họ đạo. Học bốn năm trung học ở trường Đệ tử Dòng Chúa Cứu Thế Huế, và hai năm cuối ở trường Thiên Hựu.
Sau khi thi đậu tú tài, ông ra Hà Nội vào nhà tập Dòng Chúa Cứu Thế, học các lớp thần học tại tu viện Dòng Chúa Cứu Thế Hà Nội.

### Học vấn
Năm 1949, Nguyễn Tín thụ phong linh mục ở Hà Nội. Năm 1950 ông sang Ý để nghiên cứu vấn đề xã hội và trình luận án tiến sĩ thần học. Ông đậu tiến sĩ vào tháng 6 năm 1953, sau đó trở lại Việt Nam vào tháng 10 năm 1953 dạy khoa thần học và làm giám đốc Học viện Dòng Chúa Cứu Thế Đà Lạt.

### Hoạt động trước năm 1975
Sang năm 1961, Stephanô Chân Tín trở về Sài Gòn điều khiển cơ quan ngôn luận của Dòng Chúa Cứu Thế Việt Nam, làm chủ nhiệm nguyệt san Đức Mẹ Hằng Cứu Giúp. Ngoài ra ông còn sáng lập và làm chủ nhiệm nguyệt san Tuổi Hoa, xuất bản sách Tuổi Hoa. 
Năm 1969, ông cùng với linh mục Trương Bá Cần, Nguyễn Ngọc Lan và một số linh mục, thân hữu tiến bộ, sáng lập và làm chủ nhiệm nguyệt san Đối Diện, sau này đổi tên là Đứng Dậy. Nguyệt san Đức Mẹ Hằng Cứu Giúp có tính cách giáo dục Đức tin Kitô giáo, Tuổi Hoa nhằm giáo dục trẻ em, thanh thiếu niên vào đời. Đối Diện, Đứng Dậy có tính cách xã hội chính trị, chống chiến tranh, chống sự hiện diện quân đội Mỹ tại miền Nam, hoạt động cho Hoà bình, tranh đấu đòi trả tự do cho tù chính trị. đặc biệt cho những người bị tra tấn tại Côn Đảo. Ông đã bị chế độ Việt Nam Cộng hòa nhiều lần đưa ra toà, lần cuối năm 1972 với án tù 5 năm cấm cố phạt một triệu đồng và đóng cửa tờ Đứng Dậy, nhưng ông chưa phải vào tù vì còn kháng cáo. Ông được nhiều người xem là thuộc thành phần thứ ba  hay là thân cộng

### Sau năm 1975
Sau ngày thống nhất 30 tháng 4 năm 1975, Nguyệt san Đứng dậy được phép tái bản nhưng lại bị đóng cửa năm 1978, theo Nguyễn Ngọc Giao, nguyên Giảng viên toán, Đại học Denis Diderot (Đại học Paris VII), do mối lo sợ trước "bóng ma Công giáo" xuất hiện ở Ba Lan (Công đoàn Solidarnosc, vai trò của giáo hoàng Gioan Phaolô II). Trong nội bộ những linh mục tiến bộ, sự phân hóa từng bước biến thành đối nghịch giữa một bên là nhóm LM. Trương Bá Cần (tổng biên tập báo Công giáo & Dân tộc, phó chủ tịch Ủy ban Đoàn kết Công giáo Thành phố Hồ Chí Minh) và nhóm LM. Chân Tín & Nguyễn Ngọc Lan. Ông chỉ trích những việc làm của Ủy ban Đoàn kết Công giáo Việt Nam và ngay cả một số chức sắc trong Hội đồng Giám mục Việt Nam vì đã không lên tiếng bênh vực công lý mà lại đứng về phía chính quyền.
Vì thường xuyên tố cáo những vi phạm nhân quyền của chế độ cộng sản, sau khi giảng 3 bài sám hối (cá nhân sám hối, giáo hội sám hối và đảng phải sám hối), Stephanô Chân Tín bị đày đi Cần Giờ ngày 16 tháng 5 năm 1990 và bị quản chế ba năm ở xã Cần Thạnh, ông bị tước quyền công dân, không được ra khỏi xã, cấm làm lễ, giảng dạy và cứ 15 ngày phải trình diện công an 1 lần. Giáo sư Nguyễn Ngọc Lan lúc đó đã xuất tu và lập gia đình, cũng bị quản chế tại gia ba năm
Sau năm 1993, ông quay trở về Dòng Chúa Cứu Thế.
Năm 2006 ông chủ trương tờ báo chui "Tự do Ngôn luận" để lên tiếng đòi những quyền tự do căn bản cho dân Việt như đã được ghi trong Hiến pháp và các công ước quốc tế mà Việt Nam cam kết.
Linh mục Chân Tín từ trần ngày 1 tháng 12 năm 2012 tại Dòng Chúa Cứu Thế Sài Gòn, thọ 92 tuổi.

## Quan điểm
Trả lời phỏng vấn của đài VNCR vào ngày 28 tháng 1 năm 1996, linh mục Chân Tín nhận định về nho giáo ở Việt Nam:
| “ | " Nho giáo ăn sâu vào con người Việt Nam với một nền quân chủ chuyên quyền và một nền luân lý độc đoán của người cha gia đình. Vua quan là cha mẹ dân. Mà cha mẹ có toàn quyền sinh tử trên con cái. Thì những người cai trị coi mình có toàn quyền. | ” |